# 42É busz (Budapest)
A budapesti 42É jelzésű éjszakai autóbusz a Békásmegyer, HÉV-állomás és a Batthyány tér között közlekedett. A vonalat a Budapesti Közlekedési Rt. üzemeltette.

## Története
1983. július 1-jén elindult a 42É busz a Batthyány tér és Békásmegyer, HÉV-állomás között, ekkor még csak a HÉV-megállóknál állt meg. 1994. február 1-jétől minden megállóban megállt a megszűnő 111É busz kieső kapacitását pótolva. 2005. szeptember 1-jén megszűnt, útvonalának nagy részén az új 923-as busz pótolja.

## Útvonala
| Batthyány tér felé: | Békásmegyer, HÉV-állomás felé: |
| --- | --- |
| Békásmegyer, HÉV-állomás vá. – Ország út – Szentendrei út – Mátyás király út – Rákóczi utca – Szentendrei út – Flórián tér – Pacsirtamező utca – Lajos utca – Zsigmond tér – Árpád fejedelem útja – Bem rakpart – Bem József tér – Fő utca – Batthyány tér vá. | Batthyány tér vá. – Bem rakpart – Árpád fejedelem útja – Zsigmond tér – Lajos utca – Pacsirtamező utca – Flórián tér – Szentendrei út – Ország út – Békásmegyer, HÉV-állomás vá. |

## Megállóhelyei
| 0  | Békásmegyer, HÉV-állomás végállomás     | 24 |               |    |
| 1  | Pünkösdfürdő utca                       | 23 |               |    |
| 3  | Mátyás király út (↓) Csillaghegy (↑)    | 21 |               |    |
| 5  | Rómaifürdő                              | 19 |               |    |
| ∫  | Római tér                               | 18 | Nem érintette |    |
| 7  | Aquincum                                | 17 |               |    |
| 8  | Záhony utca                             | 16 | Nem érintette |    |
| 9  | Köles utca                              | 15 |               |    |
| 11 | Bogdáni út                              | 13 |               |    |
| 12 | Raktár utca                             | 12 | Nem érintette |    |
| 13 | Flórián tér                             | 11 | 111É          | 1É |
| 14 | Kiscelli utca                           | 9  | Nem érintette |    |
| 15 | Tímár utca                              | 8  | 111É          |    |
| 16 | Galagonya utca (↓) Nagyszombat utca (↑) | 7  | Nem érintette |    |
| 17 | Kolosy tér                              | 6  | 111É          |    |
| 18 | Zsigmond tér                            | 5  | Nem érintette |    |
| 19 | Komjádi Uszoda                          | 4  | Nem érintette |    |
| 20 | Margit híd                              | 3  | 6É, 111É      | 6É |
| 22 | Bem József tér                          | 1  | Nem érintette |    |
| 24 | Batthyány tér végállomás                | 0  |               |    |